# 308306 Dainere
308306 Dainere este o planetă minoră (asteroid) din Mars-crossing asteroid⁠(d). A fost descoperită pe 19 mai 2005 la Observatorul Siding Spring de Observatorul Siding Spring. 
Obiectul prezintă o orbită caracterizată de o semiaxă mare de 3,1400663708301 UAi, o excentricitate de 0,55, o înclinație de 23,1 ° în raport cu ecliptica.